# Liste d'anciennes lignes de chemin de fer et de tramway dans le Pas-de-Calais
Cette liste d'anciennes lignes de chemin de fer et de tramway dans le Pas-de-Calais répertorie les dix-huit lignes de chemin de fer et les onze lignes de tramway qui étaient en exploitation dans le département du Pas-de-Calais. Ces lignes ont été exploitées de la fin du XIXe siècle jusqu'au milieu du XXe siècle.

## Lignes ferroviaires
| Lignes ferroviaires                    | Période d'exploitation                                                  | Communes ayant disposé d'une gare ou d'une halte |
| -------------------------------------- | ----------------------------------------------------------------------- | --- |
| Achiet à Bapaume et Marcoing           | de 1871 à 1969                                                          | Pas-de-Calais : Achiet • Bihucourt • Biefvillers • Bapaume • Frémicourt • Beugny • Vélu • Hermies • Havrincourt Nord : Flesquières - Ribécourt • Marcoing |
| Aire-sur-la-Lys - Berck-Plage          | de 1893 à 1955                                                          | Aire-sur-la-Lys • Mametz • Thérouanne • Delettes • Coyecques • Dennebrœucq • Mencas-Bellefontaine • Matringhem • Lugy • Fruges • Coupelle-Vieille • Renty - Verchocq • Rumilly • Aix-en-Ergny • Ergny • Wicquinghem • Bourthes • Hucqueliers • Preures • Enquin-sur-Baillons • Beussent • Inxent • Recques-sur-Course • Estréelles • Attin • Montreuil-sur-Mer • Campigneulles-les-Petites • Wailly-Beaucamp • Lépine • Verton • Rang-du-Fliers • Berck |
| Anvin - Calais                         | de 1882 à 1955                                                          | Anvin • Bergueneuse • Équirre • Verchin • Fruges • Coupelle-Vieille • Rimeux-Gournay • Fauquembergues • Merck-Saint-Liévin • Ouve-Wirquin • Remilly-Wirquin • Lumbres • Acquin • Bouvelinghem • Alquines • Journy • Bonningues-lès-Ardres • Tournehem • Louches • Ardres • Balinghem • Andres • Guînes • Hames-Boucres • Coulogne • Calais |
| Armentières - Arques                   | du XIXe siècle à 1994                                                   | Nord : Armentières • […] Pas-de-Calais : Calonne-sur-la-Lys • Saint-Venant • Isbergues • La Lacque • Aire-sur-la-Lys • Wittes • Wardrecques • Campagne-lès-Wardrecques • Arques |
| Berck-Plage - Paris-Plage              | de 1909 à 1929                                                          | Berck • Merlimont • Cucq • Paris-Plage |
| Beuvry - Béthune-Rivage                | depuis 1865, une petite partie de la ligne est toujours en exploitation | Beuvry • Béthune-Rivage |
| Boisleux - Marquion                    | de 1878 à 1969                                                          | Boisleux-au-Mont • Boyelles • Saint-Léger • Croisilles • Écoust-Saint-Mein • Quéant • Inchy-en-Artois • Buissy−Baralle • Marquion |
| Boulogne - Bonningues                  | de 1909 à 1935                                                          | Boulogne-sur-Mer • Saint-Martin-Boulogne • Pernes-lès-Boulogne • La Capelle-lès-Boulogne • Conteville-lès-Boulogne • Belle-et-Houllefort • Alincthun • Colembert • Longueville • Surques • Herbinghen • Hocquinghen • Licques • Clerques • Bonningues-lès-Ardres |
| Bully - Grenay à Brias                 | de 1875 à 1990                                                          | Bully-les-Mines • Grenay • Sains - Bouvigny • Hersin-Coupigny • Barlin • Ruitz - Haillicourt • Bruay-la-Buissière • Houdain • Beugin • La Comté - Ourton • Bajus • Diéval • Brias |
| Bully - Grenay à La Bassée - Violaines | depuis 1862, une petite partie de la ligne est toujours en exploitation | Pas-de-Calais : Bully-les-Mines • Grenay Nord : La Bassée |
| Hénin-Beaumont à Bauvin - Provin       | de 1879 à 1970                                                          | Pas-de-Calais : Hénin-Beaumont • Montigny-en-Gohelle • Courrières • Carvin Nord : Bauvin |
| Lens - Corbehem                        | de 1910 à 1994                                                          | Lens • Méricourt • Rouvroy • Drocourt • Beaumont-en-Artois • Quiéry-la-Motte • Corbehem |
| Lens - Frévent                         | de 1895 à 1948                                                          | Lens • Liévin • Souchez • Ablain-Saint-Nazaire • Carency • Villers-au-Bois • Camblain-l'Abbé • Frévin-Capelle • Aubigny-en-Artois • Savy-Berlette • Tilloy-lès-Hermaville • Izel-lès-Hameau • Noyelle-Vion • Avesnes-le-Comte • Beaufort-Blavincourt • Liencourt • Berlencourt-le-Cauroy • Estrée-Wamin • Rebreuviette • Rebreuve-sur-Canche • Bouret-sur-Canche • Frévent                                                                              |
| Marquion à Cambrai                     | de 1899 à 1964                                                          | Pas-de-Calais : Marquion Nord : Cambrai |
| Saint-Omer - Hesdigneul                | de 1874 à 1968                                                          | Saint-Omer • Arques • Blendecques • Wizernes • Esquerdes • Lumbres • Nielles-lès-Bléquin • Lottinghen • Vieil-Moutier • Desvres • Longfossé • Carly • Hesdigneul-lès-Boulogne |
| Saint-Roch - Frévent                   | depuis 1873, une petite partie de la ligne est toujours en exploitation | Somme : Amiens […] Pas-de-Calais : Rebreuviette • Frévent |
| Vélu-Bertincourt - Saint-Quentin       | de 1879 à 1955                                                          | Pas-de-Calais : Vélu • Bertincourt • Ytres Somme : […] Aisne […] • Saint-Quentin |
| Watten - Éperlecques à Bourbourg       | de 1873 à 1958                                                          | Pas-de-Calais : Éperlecques Nord […] • Bourbourg |

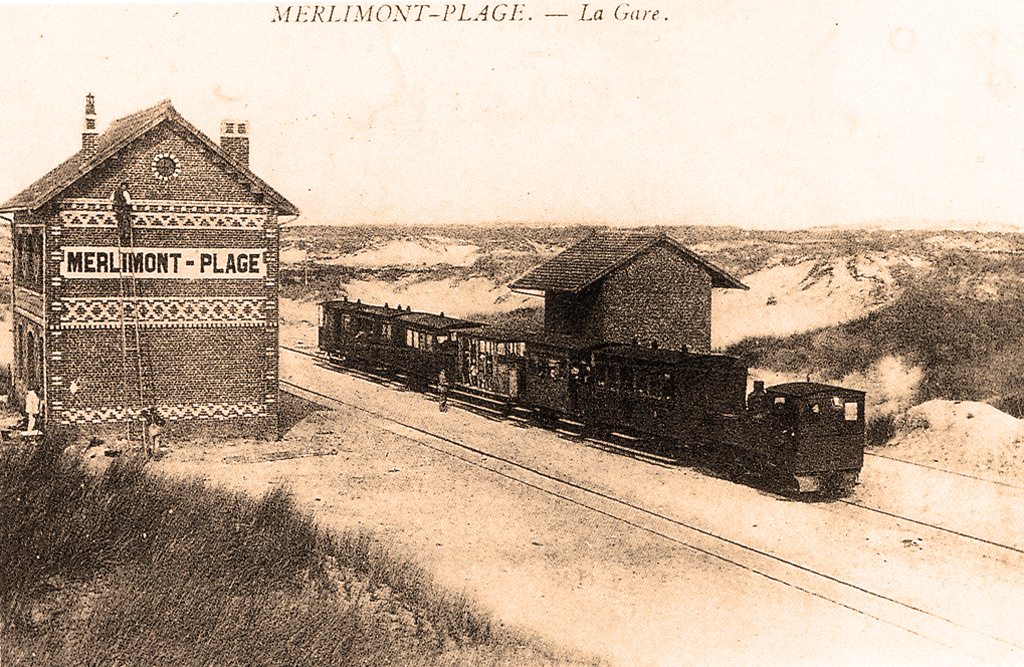
La gare de Merlimont.
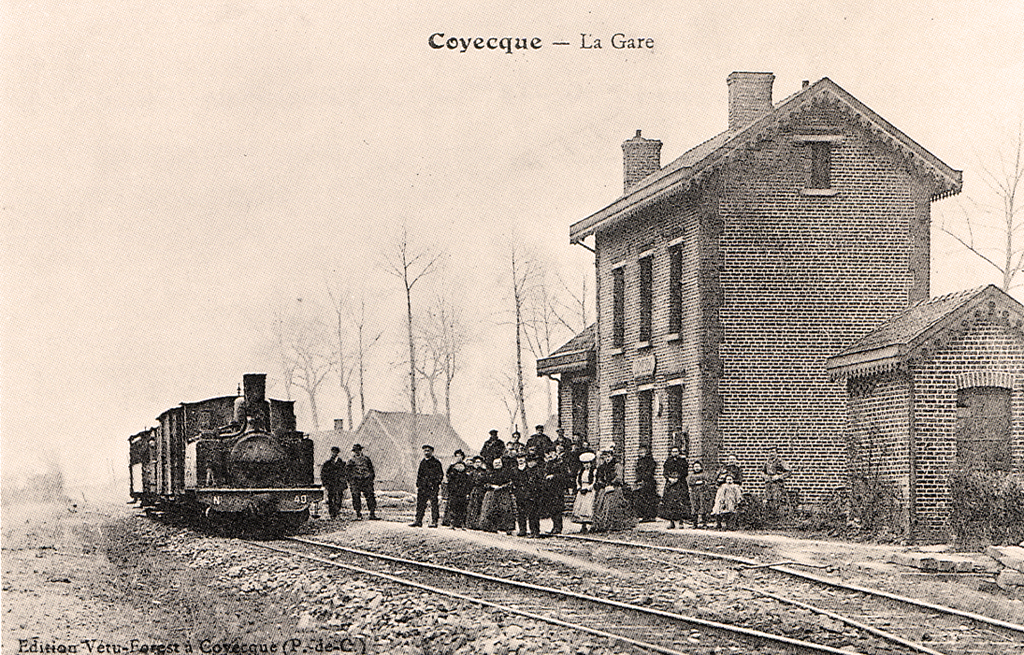
La gare de Coyecques.
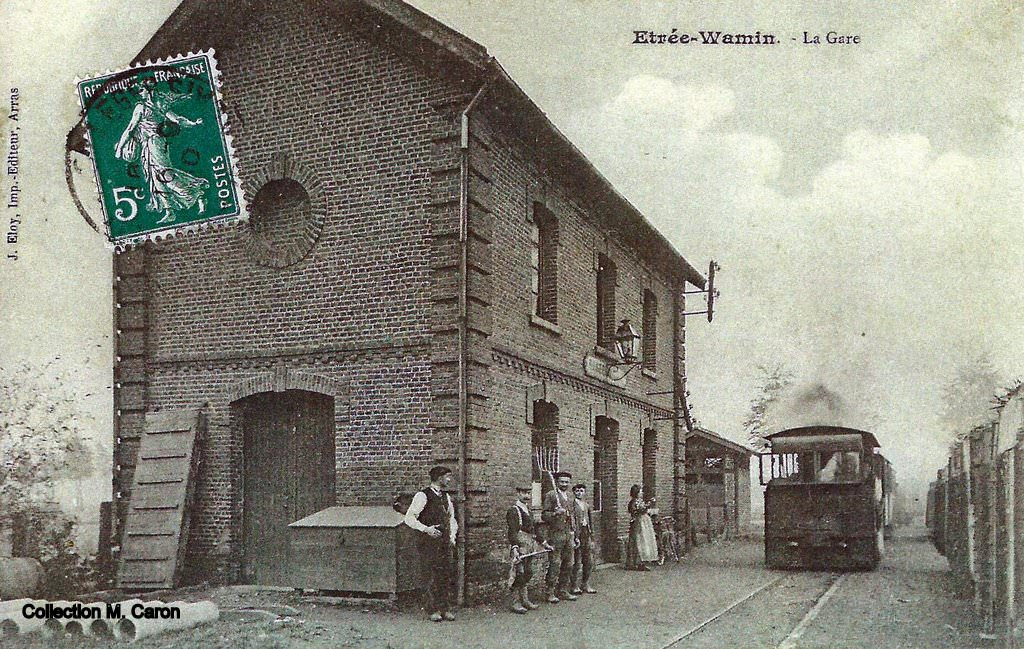
La gare d'Estrée-Wamin.

## Lignes de tramway
| Lignes de tramway              | Période d'exploitation | Communes concernées                                                               |
| ------------------------------ | ---------------------- | --------------------------------------------------------------------------------- |
| Ardres - Pont-d'Ardres         | de 1902 à 1955         | Ardres                                                                            |
| Aubengue à Wimereux            | de 1909 à 1914         | Wimereux                                                                          |
| Béthune - Estaires             | de 1899 à 1932         | Pas-de-Calais : Béthune • Essars • Locon • La Couture Nord : La Gorgue • Estaires |
| Boulogne-sur-Mer               | de 1879 à 1951         | Boulogne-sur-Mer                                                                  |
| Boulogne-sur-Mer - Hardelot    | de 1911 à 1930         | Boulogne-sur-Mer • Saint-Étienne-au-Mont • Neufchâtel-Hardelot                    |
| Boulogne-sur-Mer - Le Portel   | de 1900 à 1940         | Boulogne-sur-Mer • Le Portel                                                      |
| Calais,                        | de 1879 à 1940         | Calais • Coulogne • Guînes                                                        |
| Dannes-Camiers - Sainte-Cécile | de 1898 à 1914         | Camiers                                                                           |
| Étaples - Paris-Plage          | de 1900 à 1940         | Étaples • Cucq • Le Touquet-Paris-Plage                                           |
| Lens                           | de 1923 à ?            | Lens                                                                              |
| Touquet-Paris-Plage            | de 1900 à 1929         | Le Touquet-Paris-Plage                                                            |

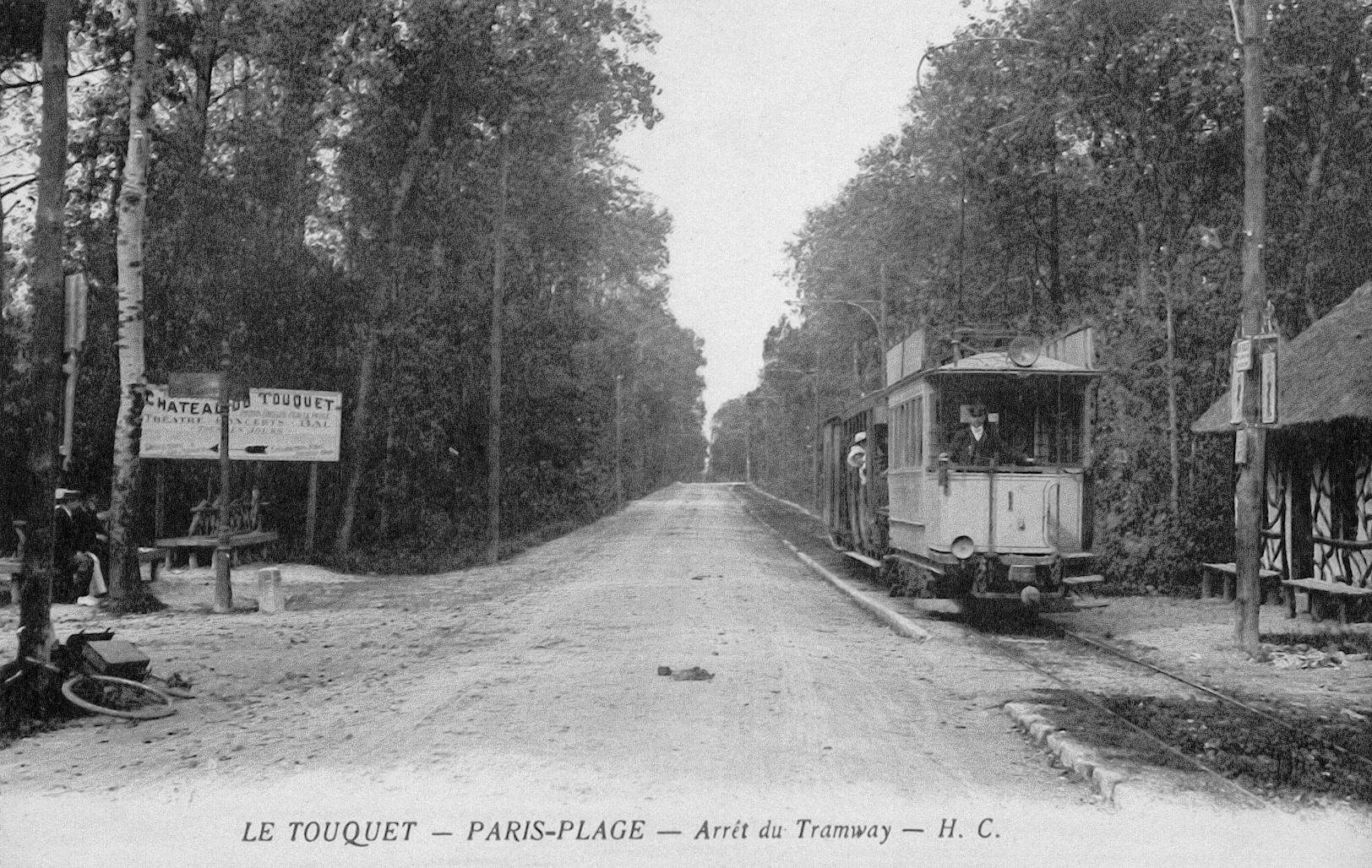
En forêt du Touquet-Paris-Plage
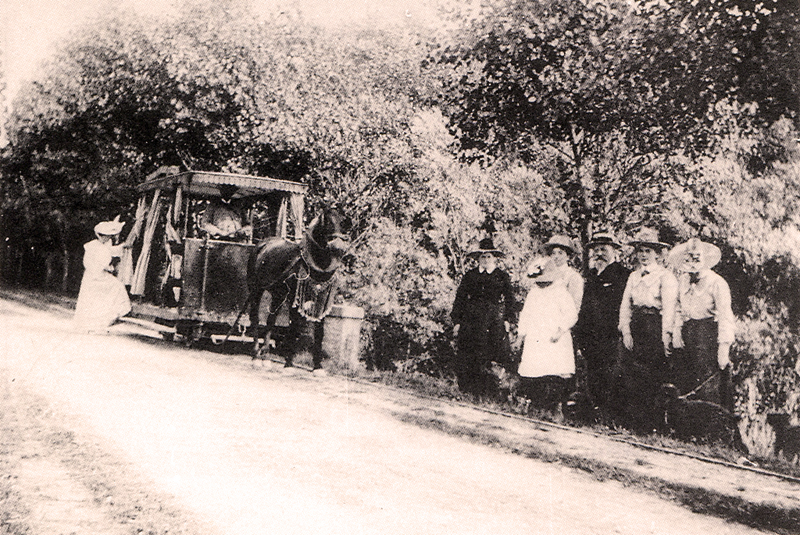
À Sainte-Cécile.
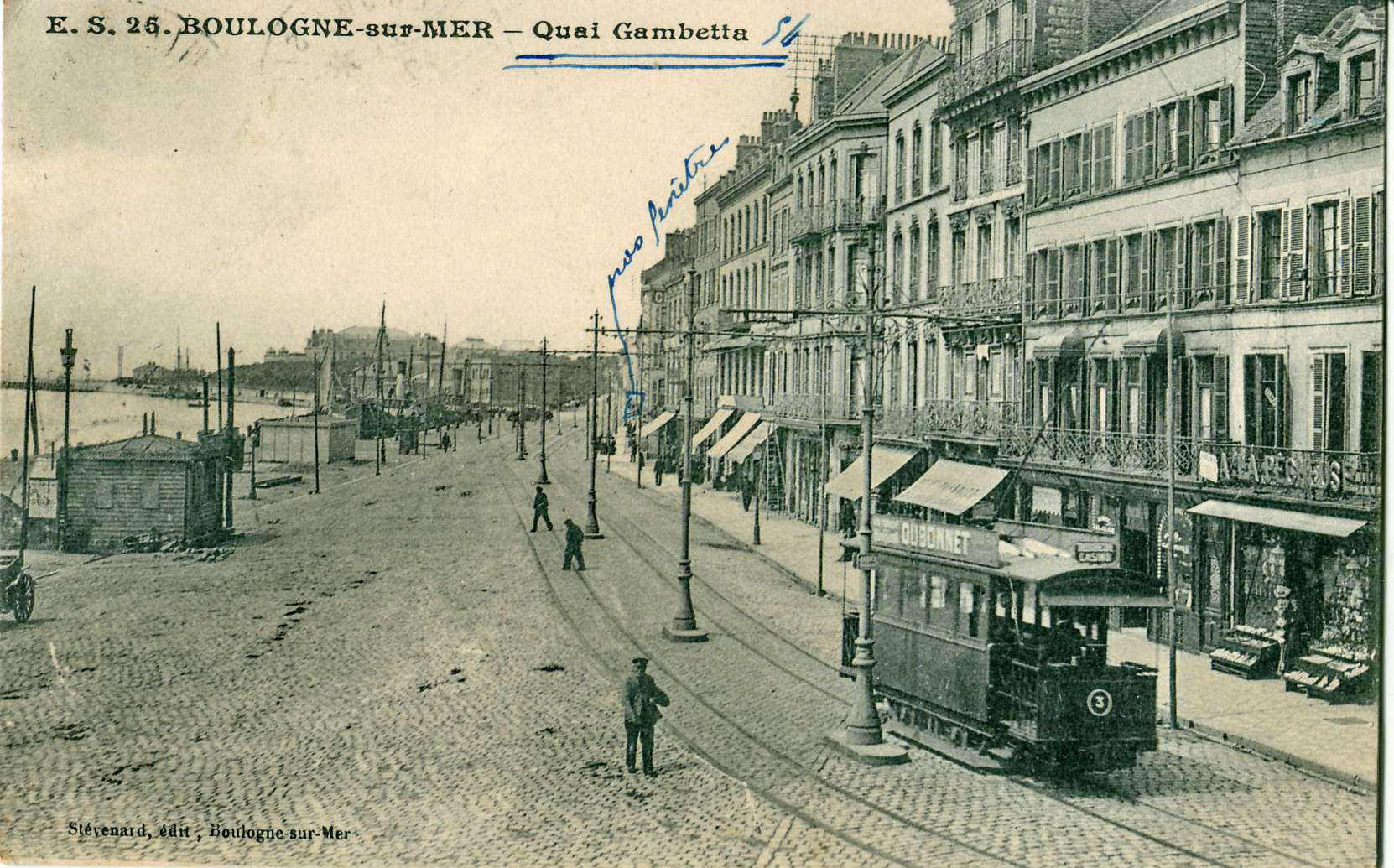
À Boulogne-sur-Mer.